# Convocazioni per la Coppa del mondo per club FIFA 2009
Elenco dei giocatori convocati da ciascun club partecipante alla Coppa del mondo per club FIFA 2009.

## Club

### Al-Ahli
Allenatore:  Mahdi Redha
| N. |                                | Ruolo | Calciatore        |
| -- | ------------------------------ | ----- | ----------------- |
| 1  | Emirati Arabi Uniti (bandiera) | P     | Yousif Abdulla    |
| 3  | Emirati Arabi Uniti (bandiera) | A     | Saad Surour       |
| 5  | Emirati Arabi Uniti (bandiera) | D     | Mohammed Qassim   |
| 6  | Emirati Arabi Uniti (bandiera) | D     | Khalid Mohamed    |
| 7  | Emirati Arabi Uniti (bandiera) | D     | Obaid Khalifa     |
| 8  | Emirati Arabi Uniti (bandiera) | D     | Ali Abbas         |
| 9  | Brasile (bandiera)             | A     | Baré              |
| 10 | Emirati Arabi Uniti (bandiera) | A     | Ahmad Khalil      |
| 12 | Egitto (bandiera)              | C     | Hosny Abd Rabo    |
| 14 | Emirati Arabi Uniti (bandiera) | D     | Bader Yaqoot      |
| 15 | Emirati Arabi Uniti (bandiera) | A     | Ismail Al Hammadi |
| 16 | Emirati Arabi Uniti (bandiera) | D     | Hassan Ali        |

| N. |                                | Ruolo | Calciatore          |
| -- | ------------------------------ | ----- | ------------------- |
| 20 | Emirati Arabi Uniti (bandiera) | C     | Yousif Jaber        |
| 21 | Emirati Arabi Uniti (bandiera) | A     | Mohamed Fawzi       |
| 23 | Iran (bandiera)                | C     | Mehrzad Madanchi    |
| 25 | Emirati Arabi Uniti (bandiera) | D     | Abdulla Ahmad       |
| 26 | Emirati Arabi Uniti (bandiera) | C     | Salem Khamis        |
| 29 | Emirati Arabi Uniti (bandiera) | C     | Ali Hussain         |
| 30 | Emirati Arabi Uniti (bandiera) | A     | Mohamed Rashid      |
| 31 | Emirati Arabi Uniti (bandiera) | D     | Waleed Ahmed        |
| 33 | Emirati Arabi Uniti (bandiera) | P     | Saif Yousuf         |
| 35 | Emirati Arabi Uniti (bandiera) | A     | Abdulla Abdulrahman |
| 50 | Emirati Arabi Uniti (bandiera) | P     | Obaid Mohamed       |

### Atlante
Allenatore:  José Guadalupe Cruz
| N. |                      | Ruolo | Calciatore             |
| -- | -------------------- | ----- | ---------------------- |
| 1  | Messico (bandiera)   | P     | Gerardo Daniel Ruiz    |
| 2  | Argentina (bandiera) | D     | Miguel Ángel Martínez  |
| 3  | Argentina (bandiera) | P     | Federico Vilar         |
| 5  | Messico (bandiera)   | C     | José Joel González     |
| 7  | Messico (bandiera)   | C     | Fernando Navarro Morán |
| 8  | Messico (bandiera)   | A     | Rafael Márquez Lugo    |
| 9  | Uruguay (bandiera)   | A     | Horacio Peralta        |
| 10 | Argentina (bandiera) | C     | Gabriel Pereyra        |
| 11 | Argentina (bandiera) | C     | Santiago Solari        |
| 15 | Messico (bandiera)   | D     | Arturo Muñoz           |
| 17 | Messico (bandiera)   | A     | José Daniel Guerrero   |
| 18 | Messico (bandiera)   | C     | Christian Bermúdez     |

| N. |                      | Ruolo | Calciatore           |
| -- | -------------------- | ----- | -------------------- |
| 19 | Messico (bandiera)   | C     | Guillermo Rojas      |
| 20 | Argentina (bandiera) | C     | Andrés Carevic       |
| 21 | Messico (bandiera)   | D     | Luis David Velázquez |
| 23 | Messico (bandiera)   | D     | Gerardo Castillo     |
| 26 | Messico (bandiera)   | D     | Clemente Ovalle      |
| 27 | Messico (bandiera)   | C     | Luis Ángel Carrillo  |
| 31 | Messico (bandiera)   | A     | Daniel Arreola       |
| 34 | Messico (bandiera)   | C     | Saúl García          |
| 54 | Messico (bandiera)   | A     | Fausto Ruiz          |
| 58 | Messico (bandiera)   | P     | Antonio Perez        |
| 63 | Brasile (bandiera)   | A     | Lucas Silva          |

### Auckland City
Allenatore:   Paul Posa
| N. |                          | Ruolo | Calciatore       |
| -- | ------------------------ | ----- | ---------------- |
| 1  | Nuova Zelanda (bandiera) | P     | Jacob Spoonley   |
| 3  | Nuova Zelanda (bandiera) | D     | Ian Hogg         |
| 4  | Nuova Zelanda (bandiera) | D     | Sam Campbell     |
| 5  | Nuova Zelanda (bandiera) | C     | Matt Williams    |
| 6  | Corea del Sud (bandiera) | C     | Lee Ki-Hyung     |
| 7  | Nuova Zelanda (bandiera) | D     | James Pritchett  |
| 8  | Nuova Zelanda (bandiera) | C     | Chad Coombes     |
| 9  | Nuova Zelanda (bandiera) | A     | Paul Urlovic     |
| 10 | Sudafrica (bandiera)     | A     | Grant Young      |
| 11 | Croazia (bandiera)       | A     | Daniel Koprivčić |
| 12 | Nuova Zelanda (bandiera) | P     | Simon Eaddy      |

| N. |                          | Ruolo | Calciatore       |
| -- | ------------------------ | ----- | ---------------- |
| 13 | Nuova Zelanda (bandiera) | C     | Alex Feneridis   |
| 14 | Sudafrica (bandiera)     | A     | Keryn Jordan     |
| 15 | Nuova Zelanda (bandiera) | D     | Ivan Vicelich    |
| 16 | Nuova Zelanda (bandiera) | C     | Jason Hayne      |
| 17 | Nuova Zelanda (bandiera) | C     | Adam McGeorge    |
| 18 | Inghilterra (bandiera)   | P     | Paul Gothard     |
| 20 | Nuova Zelanda (bandiera) | D     | Greg Uhlmann     |
| 21 | Nuova Zelanda (bandiera) | D     | Riki van Steeden |
| 22 | Inghilterra (bandiera)   | C     | Adam Dickinson   |
| 25 | Nuova Zelanda (bandiera) | C     | Miloš Nikolić    |
| 28 | Nuova Zelanda (bandiera) | C     | Daniel Morgan    |

### Barcellona
Allenatore:  Josep Guardiola
| N. |                      | Ruolo | Calciatore         |
| -- | -------------------- | ----- | ------------------ |
| 1  | Spagna (bandiera)    | P     | Víctor Valdés      |
| 2  | Brasile (bandiera)   | D     | Dani Alves         |
| 3  | Spagna (bandiera)    | D     | Gerard Piqué       |
| 4  | Messico (bandiera)   | D     | Rafael Márquez     |
| 5  | Spagna (bandiera)    | D     | Carles Puyol       |
| 6  | Spagna (bandiera)    | C     | Xavi               |
| 7  | Spagna (bandiera)    | A     | Jeffrén            |
| 8  | Spagna (bandiera)    | C     | Andrés Iniesta     |
| 9  | Svezia (bandiera)    | A     | Zlatan Ibrahimović |
| 10 | Argentina (bandiera) | A     | Lionel Messi       |
| 11 | Spagna (bandiera)    | A     | Bojan              |
| 12 | Spagna (bandiera)    | P     | Miño               |

| N. |                           | Ruolo | Calciatore          |
| -- | ------------------------- | ----- | ------------------- |
| 13 | Spagna (bandiera)         | P     | Pinto               |
| 14 | Francia (bandiera)        | A     | Thierry Henry       |
| 15 | Mali (bandiera)           | C     | Seydou Keita        |
| 16 | Spagna (bandiera)         | C     | Sergio Busquets     |
| 17 | Spagna (bandiera)         | A     | Pedro               |
| 18 | Argentina (bandiera)      | D     | Gabriel Milito      |
| 19 | Brasile (bandiera)        | D     | Maxwell             |
| 20 | Messico (bandiera)        | C     | Jonathan dos Santos |
| 21 | Ucraina (bandiera)        | D     | Dmytro Čyhryns'kyj  |
| 22 | Francia (bandiera)        | D     | Éric Abidal         |
| 24 | Costa d'Avorio (bandiera) | C     | Yaya Touré          |

### Estudiantes
Allenatore:  Alejandro Sabella
| N. |                      | Ruolo | Calciatore               |
| -- | -------------------- | ----- | ------------------------ |
| 1  | Paraguay (bandiera)  | P     | Roberto Junior Fernández |
| 2  | Argentina (bandiera) | D     | Leandro Desábato         |
| 3  | Argentina (bandiera) | D     | Cristian Cellay          |
| 5  | Argentina (bandiera) | C     | Matías Sánchez           |
| 6  | Argentina (bandiera) | D     | Agustín Alayes           |
| 7  | Uruguay (bandiera)   | A     | Juan Manuel Salgueiro    |
| 8  | Argentina (bandiera) | C     | Enzo Pérez               |
| 10 | Argentina (bandiera) | C     | Marcelo Carrusca         |
| 11 | Argentina (bandiera) | C     | Juan Sebastián Verón     |
| 12 | Argentina (bandiera) | P     | César Taborda            |
| 13 | Uruguay (bandiera)   | D     | Juan Manuel Díaz         |

| N. |                      | Ruolo | Calciatore         |
| -- | -------------------- | ----- | ------------------ |
| 16 | Argentina (bandiera) | D     | Germán Ré          |
| 17 | Argentina (bandiera) | A     | Mauro Boselli      |
| 18 | Argentina (bandiera) | C     | Maximiliano Núñez  |
| 20 | Argentina (bandiera) | A     | Leandro González   |
| 21 | Argentina (bandiera) | C     | Faustino Rojo      |
| 22 | Argentina (bandiera) | C     | Rodrigo Braña      |
| 23 | Argentina (bandiera) | C     | Leandro Benítez    |
| 25 | Argentina (bandiera) | P     | Damián Albil       |
| 26 | Argentina (bandiera) | C     | Juan Huerta        |
| 27 | Argentina (bandiera) | A     | Jeronimo Neumann   |
| 30 | Argentina (bandiera) | D     | Clemente Rodríguez |

### Pohang Steelers
Allenatore:  Sérgio Farias
| N. |                          | Ruolo | Calciatore       |
| -- | ------------------------ | ----- | ---------------- |
| 1  | Corea del Sud (bandiera) | P     | Shin Hwa-Yong    |
| 2  | Corea del Sud (bandiera) | C     | Choi Hyo-Jin     |
| 3  | Corea del Sud (bandiera) | D     | Cho Hong-Kyu     |
| 4  | Giappone (bandiera)      | D     | Kazunari Okayama |
| 5  | Corea del Sud (bandiera) | C     | Kim Tae-Su       |
| 6  | Corea del Sud (bandiera) | C     | Kim Gi-Dong      |
| 7  | Corea del Sud (bandiera) | C     | Kim Jae-Sung     |
| 8  | Corea del Sud (bandiera) | C     | Hwang Jin-Sung   |
| 10 | Brasile (bandiera)       | A     | Denilson         |
| 11 | Corea del Sud (bandiera) | A     | Kim Meung-Chung  |
| 12 | Corea del Sud (bandiera) | C     | Park Hee-Chul    |

| N. |                          | Ruolo | Calciatore     |
| -- | ------------------------ | ----- | -------------- |
| 13 | Corea del Sud (bandiera) | C     | Go Seul-Ki     |
| 14 | Corea del Sud (bandiera) | C     | Song Chang-Ho  |
| 15 | Corea del Sud (bandiera) | D     | Hwang Jae-Won  |
| 16 | Corea del Sud (bandiera) | C     | Kim Jung-Kyum  |
| 17 | Corea del Sud (bandiera) | D     | Kim Hyung-Il   |
| 18 | Corea del Sud (bandiera) | A     | Namgung Do     |
| 19 | Corea del Sud (bandiera) | P     | Kim Dae-Ho     |
| 20 | Corea del Sud (bandiera) | C     | Shin Hyung-Min |
| 21 | Corea del Sud (bandiera) | P     | Song Dong-Jin  |
| 22 | Corea del Sud (bandiera) | A     | No Byung-Jun   |
| 23 | Corea del Sud (bandiera) | A     | Yoo Chang-Hyun |

### TP Mazembe
Allenatore:  Diego Garzitto
| N. |                         | Ruolo | Calciatore        |
| -- | ----------------------- | ----- | ----------------- |
| 1  | RD del Congo (bandiera) | P     | Muteba Kidiaba    |
| 3  | RD del Congo (bandiera) | D     | Kiritsho Kasusula |
| 4  | RD del Congo (bandiera) | D     | Miala Nkulukutu   |
| 5  | RD del Congo (bandiera) | D     | Tshani Mukinayi   |
| 6  | RD del Congo (bandiera) | A     | Déo Kanda A Mukok |
| 7  | RD del Congo (bandiera) | A     | Ndonga Mianga     |
| 8  | RD del Congo (bandiera) | A     | Trésor Mputu      |
| 11 | RD del Congo (bandiera) | A     | Milota Kabangu    |
| 12 | RD del Congo (bandiera) | D     | Bawaka Mabele     |
| 13 | RD del Congo (bandiera) | C     | Bedi Mbenza       |
| 15 | RD del Congo (bandiera) | A     | Dioko Kaluyituka  |

| N. |                           | Ruolo | Calciatore        |
| -- | ------------------------- | ----- | ----------------- |
| 16 | RD del Congo (bandiera)   | D     | Ngoyi Mbomboko    |
| 17 | RD del Congo (bandiera)   | C     | Kayembe Lufulwabo |
| 18 | RD del Congo (bandiera)   | C     | Luyeye Mvete      |
| 20 | RD del Congo (bandiera)   | C     | Mihayo Kazembe    |
| 21 | RD del Congo (bandiera)   | P     | Aimé Bakula       |
| 22 | RD del Congo (bandiera)   | P     | Ikamba Mpinu      |
| 23 | Rep. del Congo (bandiera) | C     | Sita Milandou     |
| 24 | Camerun (bandiera)        | A     | Narcisse Ekanga   |
| 27 | RD del Congo (bandiera)   | A     | Ngandu Kasongo    |
| 28 | RD del Congo (bandiera)   | D     | Tshizeu Kanymbo   |
| 30 | RD del Congo (bandiera)   | D     | Lusadisu Basisila |